# Woznessenskia curvicauda
Woznessenskia curvicauda är en insektsart som först beskrevs av Bei-bienko 1962.  Woznessenskia curvicauda ingår i släktet Woznessenskia och familjen Gryllacrididae. Inga underarter finns listade i Catalogue of Life.